# Party All the Time
Party All the Time" este un cântec interpretat de comediantul și actorul Eddie Murphy, compus și produs de Rick James și Kevin Johnson. Acesta a fost primul single al lui Murphy de pe albumul său de debut, How Could It Be. Single-ul a fost înregistrat la studioul lui James din Buffalo, New York, acolo unde a fost filmat și videoclipul. Acesta a ajuns pe locul 2 în Billboard Hot 100, unde a stat timp de trei săptămâni, în urma piesei „Say You, Say Me” de Lionel Richie. Rick James a servit ca backing vocal.
Începând cu 2014, melodia s-a bucurat de o mini renaștere în Scoția, în mare măsură datorită suporterilor lui St Johnstone, care acum au adoptat-o ca imn neoficial alclubului.

## Clasamente

### Poziții de vârf
| Clasament (1985)                                  | Poziție de vârf |
| ------------------------------------------------- | --------------- |
| Belgia (Ultratop 50 Flandra)                      | 26              |
| Finlanda (Suomen virallinen lista)                | 16              |
| Germania (Media Control Charts)                   | 9               |
| Noua Zeelandă (RIANZ)                             | 3               |
| Regatul Unit The Official Charts Company)         | 87              |
| U.S. Billboard Hot 100                            | 2               |
| U.S. Billboard Hot Black Singles                  | 8               |
| U.S. Billboard Hot Dance Music/Maxi-Singles Sales | 7               |
| U.S. Billboard Dance Music/Club Play Single       | 19              |

### Clasamente la sfârșit de an
| Clasament (1986)        | Poziție |
| ----------------------- | ------- |
| U. S. Billboard Hot 100 | 7       |